# Campeonato Europeu de Futebol Feminino de 1991
O Campeonato Europeu de Futebol Feminino de 1991 foi disputado na Dinamarca.
A Alemanha venceu a final contra a Noruega, em repetição da final da edição anterior.
Inscreveram-se 18 equipas nas eliminatórias, o que foi suficiente para tornar a competição pela primeira vez plenamente funcionável, por isso o nome foi alterado para o UEFA Women's Championship.
O torneio serviu como eliminatórias para a Copa do Mundo de Futebol Feminino de 1991.